# Yoncalla
Yoncalla – miasto w Stanach Zjednoczonych, w stanie Oregon, w hrabstwie Douglas.